# Schweifeld
Schweifeld ist ein Ortsteil der Ortsgemeinde Windhagen im Landkreis Neuwied in Rheinland-Pfalz.

## Geographie
Die Ortschaft im vorderen Westerwald (Niederwesterwald) liegt auf Höhenlagen von 275 bis 305 m ü. NHN nahe der Landesgrenze zu Nordrhein-Westfalen. Naturräumlich befindet sie sich am Übergang der sich östlich erstreckenden Asbacher Hochfläche in den Rheinwesterwälder Vulkanrücken im Westen. Unterhalb von Schweifeld verläuft der Hallerbach, der den Ort zusammen mit dem nordöstlich verlaufenden Schweifelder Bach einrahmt. Der Hallerbach entspringt westlich von Schweifeld unterhalb des Asbergs.

## Geschichte
In den vermutlich ersten urkundlichen Erwähnungen aus den Jahren 1434 und 1527 wurde der Ort in einer Lehenaufstellung Sweyfeld genannt, 1888 wurde er Schweinfeld geschrieben. Die mundartliche Bezeichnung des Ortes lautet „Swejfeld“ (getrennte Aussprache von „e“ und „i“). Bereits im Jahre 1519 ist auf dem Pilgerweg zwischen der Propstei Oberpleis und dem Kloster Sankt Katharinen ein Klosterhof in der heute üblichen Schreibweise Schweifeld genannt.
Im Jahre 1660 wurden bei einer Inventur aller Honnschaften im Amt Altenwied, welche auf Anordnung des Kölner Kurfürsten Maximilian Heinrich von Bayern durchgeführt wurde, in Schweifeld fünf Häuser genannt. Schweifeld gehörte zur Honschaft Rederscheid (früher auch als Hohner Honnschaft bezeichnet) im Kirchspiel Windhagen und unterstand bis Anfang des 19. Jahrhunderts der Verwaltung des kurkölnischen Amtes Altenwied. In preußischer Zeit (ab 1815) blieb Schweifeld ein Teil der Honschaft, später Gemeinde Rederscheid, seit 1823 im Verwaltungsbezirk der Bürgermeisterei Asbach. 1843 zählte das Dorf Schweifeld 117 Einwohner in 23 Wohnhäusern, 1885 war die Zahl auf 102 in 23 Gebäuden gesunken.
In der Dorfmitte steht ein Kreuz, das die Dorfgemeinschaft 1895 errichtete. Auf dem nahen Asberg wurden in den 1930er Jahren keltische Siedlungs-Ringe gefunden, die aufgrund des Basaltabbaus heute nicht mehr existieren. 
Nach Westen führt eine mit „Römerweg“ bezeichnete Verbindung nach Rheinbreitbach zu der ehemaligen, schon in der Römerzeit benutzten Kupfermine Virneberg. Entlang des Weges wurden bisher keine Funde aus der Römerzeit festgestellt. An diesem Weg, ca. 1,5 km vom Ort entfernt, befand sich 1944/45 eine V1-Feuerstellung des Stellungsbereichs am Asberg, die aber nicht in Betrieb genommen wurde. Reste sind heute noch erkennbar.
Bis zum 7. November 1970 gehörte Schweifeld zu der bis dahin eigenständigen Gemeinde Rederscheid. Die zur vormaligen Gemeinde Rederscheid gehörende Gemarkung blieb bestehen. Um 1975 entstand das „Wochenendhausgebiet Schweifeld“ mit rund 40 Häusern.
Einwohnerentwicklung
| Jahr | Einwohner |
| ---- | --------- |
| 1816 | 86        |
| 1828 | 116       |
| 1843 | 117       |
| 1885 | 102       |
| 1910 | 101       |

## Persönlichkeiten
- Ulrich Wegener (1929–2017), ehemaliger Kommandeur der Grenzschutzgruppe 9 (GSG 9), lebte in Schweifeld.